# 朝鮮大學列表
本列表列出朝鲜民主主义人民共和国的大学列表。现在朝鲜总共有300多所大學，其中金日成综合大学与金策工业综合大学是综合类大学，其他则属专门类的学校。本列表列出朝鲜综合大学的详细信息，并以简表形式列出其他大学的信息。

## 综合大学
| 图片 | 名称             | 原文名           | 建立 | 位置 | 参考  | 分类     |
| ---- | ---------------- | ---------------- | ---- | ---- | ----- | -------- |
|      | 金日成综合大学   | 김일성종합대학   | 1946 | 平壤 | [ 2 ] | 中央大学 |
|      | 金策工業綜合大學 | 김책공업종합대학 | 1948 | 平壤 | [ 2 ] | 中央大学 |

## 专门类学校

### 平壤市
- 理科大学
- 金亨稷师范大学
- 金哲柱师范大学
- 平壤建筑大学
- 平壤机械大学
- 平壤韩德铢轻工业大学
- 平壤电脑技术大学
- 人民经济大学
- 平壤医科大学
- 平壤农业大学
- 平壤外国语大学
- 平壤农业技术大学
- 平壤张哲九商业大学
- 平壤交通运输大学
- 平壤美术大学
- 平壤话剧电影大学
- 平壤金元均音乐舞蹈综合大学
- 朝鲜体育大学
- 平壤出版印刷大学
- 平壤旅游大学
- 平壤教员大学
- 平壤第二音乐学院
- 平壤科学技术大学

### 开城市
- 松都师范大学
- 高丽成均馆
- 开城医科大学

### 南浦市
- 南浦农业大学
- 南浦水产大学
- 南浦师范大学
- 南浦教员大学

### 平安北道
- 新义州车光秀师范大学
- 新义州农业大学
- 新义州医科大学
- 新义州教员大学
- 新义州艺术学院
- 平北工业大学
- 龟城工业技术大学

### 平安南道
- 平城工业大学
- 平城煤炭工业大学
- 平城师范大学
- 平城医科大学
- 平城兽医畜产大学
- 平城体育大学
- 平城教员大学
- 肃川农业大学
- 顺川李寿福化学工业大学

### 黄海北道
- 沙里院桂应祥农业大学
- 沙里院姜健医科大学
- 沙里院李桂笋师范大学
- 沙里院地质大学
- 沙里院高丽药学大学
- 沙里院工业大学
- 沙里院教员大学
- 沙里院艺术学院

### 黄海南道
- 海州金济元农业大学
- 海州金钟泰师范大学
- 海州赵玉姬教员大学
- 海州医科大学
- 海州艺术学院

### 江原道
- 元山赵君实工业大学
- 元山郑准泽经济大学
- 元山农业大学
- 元山水产大学
- 元山师范大学
- 元山医科大学
- 元山体育大学
- 元山商业服务大学
- 元山李寿德教员大学

### 咸镜北道
- 清津吴仲洽师范大学
- 清津矿山金属大学
- 清津农业大学
- 清津医科大学
- 金正淑教员大学

### 咸镜南道
- 咸兴化学工业大学
- 咸兴水利动力大学
- 咸兴建设大学
- 咸兴医科大学
- 咸兴崔希淑教员大学

### 两江道
- 惠山农林大学

### 慈江道
- 江界农林大学
- 江界工业大学
- 江界医科大学
- 江界师范大学
- 江界教员大学
- 熙川工业大学

## 军队院校
- 金正日军政大学
- 金日成军事综合大学
- 金日成政治大学
- 金正恩国防综合大学
- 金正淑海军大学
- 金策航空军大学
- 李乙雪保卫综合军官学校
- 姜健综合军官学校
- 金正淑综合军官学校
- 吴振宇炮兵综合学校
- 金成国高射炮兵军官学校
- 崔春国坦克-汽车兵军官学校
- 警备大学
- 社会安全大学
- 万景台革命学院
- 康盘石革命学院
- 南浦革命学院

## 外部連接
- Democratic People's Republic of Korea - Educational Establishment（页面存档备份，存于）